# San Antonio Spurs 1973-1974
La stagione 1973-74 dei San Antonio Spurs fu la 7ª nella ABA per la franchigia.
I San Antonio Spurs arrivarono terzi nella Western Division con un record di 45-39. Nei play-off persero la semifinale di division con gli Indiana Pacers (4-3).

## Classifica
| Squadra                 | V  | P  | %    | GB |
| ----------------------- | -- | -- | ---- | -- |
| Utah Stars              | 51 | 33 | 60,7 | -  |
| Indiana Pacers          | 46 | 38 | 54,8 | 5  |
| San Antonio Spurs       | 45 | 39 | 53,6 | 6  |
| Denver Rockets          | 37 | 47 | 44,0 | 14 |
| San Diego Conquistadors | 37 | 47 | 44,0 | 14 |

## Roster
| N° | Naz.                   | Ruolo | Sportivo       | Anno | Alt. | Peso |
| -- | ---------------------- | ----- | -------------- | ---- | ---- | ---- |
| 10 | Stati Uniti (bandiera) | G     | Bird Averitt   | 1952 | 185  | 77   |
| 11 | Stati Uniti (bandiera) | G     | Joe Hamilton   | 1948 | 178  | 73   |
| 13 | Stati Uniti (bandiera) | G     | James Silas    | 1949 | 183  | 82   |
| 21 | Stati Uniti (bandiera) | G     | Skeeter Swift  | 1946 | 191  | 93   |
| 21 | Stati Uniti (bandiera) | G     | Bob Warren     | 1946 | 196  | 86   |
| 22 | Stati Uniti (bandiera) | G     | George Karl    | 1951 | 188  | 84   |
| 24 | Stati Uniti (bandiera) | AC    | Bob Netolicky  | 1942 | 206  | 100  |
| 25 | Stati Uniti (bandiera) | AC    | Coby Dietrick  | 1948 | 208  | 100  |
| 30 | Stati Uniti (bandiera) | A     | Chuck Terry    | 1950 | 198  | 98   |
| 31 | Paesi Bassi (bandiera) | C     | Swen Nater     | 1950 | 211  | 109  |
| 33 | Stati Uniti (bandiera) | AC    | Rich Jones     | 1946 | 198  | 100  |
| 40 | Stati Uniti (bandiera) | A     | Jerry Chambers | 1943 | 196  | 84   |
| 42 | Stati Uniti (bandiera) | C     | Roger Brown    | 1950 | 211  | 102  |
| 44 | Stati Uniti (bandiera) | GA    | George Gervin  | 1952 | 201  | 82   |
| 50 | Stati Uniti (bandiera) | AC    | Goo Kennedy    | 1949 | 196  | 93   |
| 54 | Stati Uniti (bandiera) | A     | Simmie Hill    | 1946 | 201  | 106  |

## Staff tecnico
- Allenatore: Tom Nissalke
- Vice-allenatore: Rudy Davalos